# Miconia walterjudii
Miconia walterjudii är en tvåhjärtbladig växtart som beskrevs av Becquer och Michelangeli. Miconia walterjudii ingår i släktet Miconia och familjen Melastomataceae. Inga underarter finns listade i Catalogue of Life.